# Yakage
Yakage (矢掛町?) è una cittadina giapponese della prefettura di Okayama.